# Rue des Deux-Portes
La rue des Deux-Portes à Paris peut se rapporter à :
- la rue des Deux-Portes, renommée « rue Neuve-Saint-Denis » puis rue Blondel en 1864
- la rue des Deux-Portes-Saint-Jean, incorporée à la rue des Archives
- la rue des Deux-Portes-Saint-André, supprimée lors du prolongement du boulevard Saint-Germain
- la rue des Deux-Portes-Saint-Sauveur, renommée rue Dussoubs en 1881
- la rue des Deux-Portes, devenue rue Suger
- la rue des Deux-Portes, devenue rue des Orfèvres
- la rue des Deux-Portes, devenue rue des Quatre-Fils
- la rue des Deux-Portes, devenue impasse Hautefeuille
- la rue des Deux-Portes, devenue rue de Nevers
- la rue des Deux-Portes, rue de la Sorbonne depuis le XIIIe siècle
- la rue des Deux-Portes à Charonne, que l'on trouve également dénommée « impasse des Deux-Portes » et devenue le passage des Deux-Portes.